# 분지 (연호)
분지(文治, ぶんじ)는 일본의 연호(元号) 중 하나이다.
- 전후 : 겐랴쿠(元暦) 이후 - 겐큐(建久) 이전.
- 시기 : 1185년 ~ 1189년
- 천황 : 고토바 천황
- 무가동량 : 미나모토 노 요리토모

## 개원(改元)
- 겐랴쿠 2년 8월 14일(율리우스력 1185년 9월 9일), 개원.
- 분지 6년 4월 11일(율리우스력 1190년 5월 16일), 겐큐로 개원된다.

## 출전
『예기·제법』의 「湯以寬治民而除其虐，文王以文治，武王以武功去民之菑；此皆有功烈於民者也」.

## 분지 시기에 일어난 일
- 원년
  - 11월 : 분지 칙허. 조정이 미나모토 노 요리토모의 요청에 응해, 여러 구니(国)의 슈고(守護)・지토(地頭)를 그가 설치하는 것을 인정한다.
- 5년
  - 7월 : 미나모토 노 요리토모가 오슈 후지와라 씨를 멸하고 무쓰・데와를 세력하에 둔다.

## 서력과의 대조표
| 분지 | 원년   | 2년    | 3년    | 4년    | 5년    | 6년    |
| ---- | ------ | ------ | ------ | ------ | ------ | ------ |
| 서력 | 1185년 | 1186년 | 1187년 | 1188년 | 1189년 | 1190년 |
| 간지 | 을사   | 병오   | 정미   | 무신   | 기유   | 경술   |

## 같이 보기
- 일본의 연호 일람
- 분지 칙허

| 이전 겐랴쿠 | 일본의 연호 1185년 ~ 1190년 | 다음 겐큐 |